# Pandenolfo di Capua
Pandenolfo (... – 882) fu conte di Capua una prima volta tra l'862 e l'863, poi dall'879 all'882.

## Biografia
Pandenolfo era il figlio e successore di Pandone il Rapace, conte di Capua, ma fu rimosso poco dopo la morte di suo padre dallo zio vescovo, Landolfo II.
Alla morte di Landolfo, nell'879 con il supporto di una grande fazione, avanzò le sue pretese al trono, anche se contrastato dai cugini Landone e Landenolfo. Prese le città di Teano e Caserta, mentre la fazione di Landone teneva Caiazzo e Calino. Landone aveva il sostegno di Guaifero di Salerno, così Pandenolfo cercò di avere dalla sua parte Gaideris di Benevento e lo strategos Giovanni, ma a Nola Pandenolfo rifiutò di fare omaggio a Gaideris. Così i Beneventani e i Greci si unirono ai Salernitani nell'assedio di Capua. L'assedio si protrasse e presto il principe di Benevento fu lasciato solo.
Nel frattempo, Pandenolfo aveva rinnovato la sua fedeltà al papato, nella speranza di usare papa Giovanni VIII come leva contro i suoi avversari. I Capuani, però, avevano fatto Landolfo, il giovane figlio di Landone, vescovo di quella città; Pandenolfo lo aveva espulso e aveva cercato di nominare il proprio fratello Landenolfo, anche se sposato, vescovo. Ciò provocò uno scisma nella chiesa di Capua. Pandenolfo inviò il fratello a Roma, chiedendo che il papa lo consacrasse. Il vescovo di Teano e l'abate di Montecassino esortavano il pontefice a non cedere al conte di Capua, ma Giovanni, volendo mantenere la sua lealtà e per soddisfare entrambi i ricorrenti, consacrò Landolfo vescovo di Capua Vecchia (ora chiamata Santa Maria Capua Vetere e confermò Landenolfo come vescovo della nuova Capua. Alla fine, Pandenolfo riconobbe Landone a Caiazzo, ma c'erano altri pretendenti da affrontare.
Dopo Docibile I di Gaeta aveva rotto con il papa a causa dei Saraceni, con il quale Docibile era alleato, papa Giovanni autorizzò Pandenolfo di occupare i possedimenti papali sotto il ducato di Napoli. Le truppe di Pandenolfo costrinsero i Gaetani nella propria penisola, ma Docibile chiamò i Saraceni di Agropoli che riconquistarono Fondi, devastando il territorio papale. Pandenolfo venne richiamato dagli eventi a Capua e papa Giovanni fu costretto a fare un trattato con Docibile, che divenne un vassallo del papa.
Pandenolfo trovò un nuovo alleato nella persona di Atanasio, il duca-vescovo di Napoli. Volendo mantenere i Capuani in guerra, Atanasio entrò volentieri nel conflitto. Fu così scomunicato perché era alleato con i Saraceni. Egli ha quindi trasferito la sua fedeltà ai Bizantini e assediò Capua. Nell'aprile 881 cacciò Pandenolfo e si proclamò vassallo di Guaimario I di Salerno.